# Hemiteles collinus
Hemiteles collinus là một loài tò vò trong họ Ichneumonidae.